# Xenu

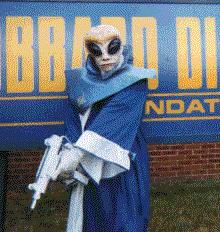
Un crítico de la cienciología disfrazado de Xenu.

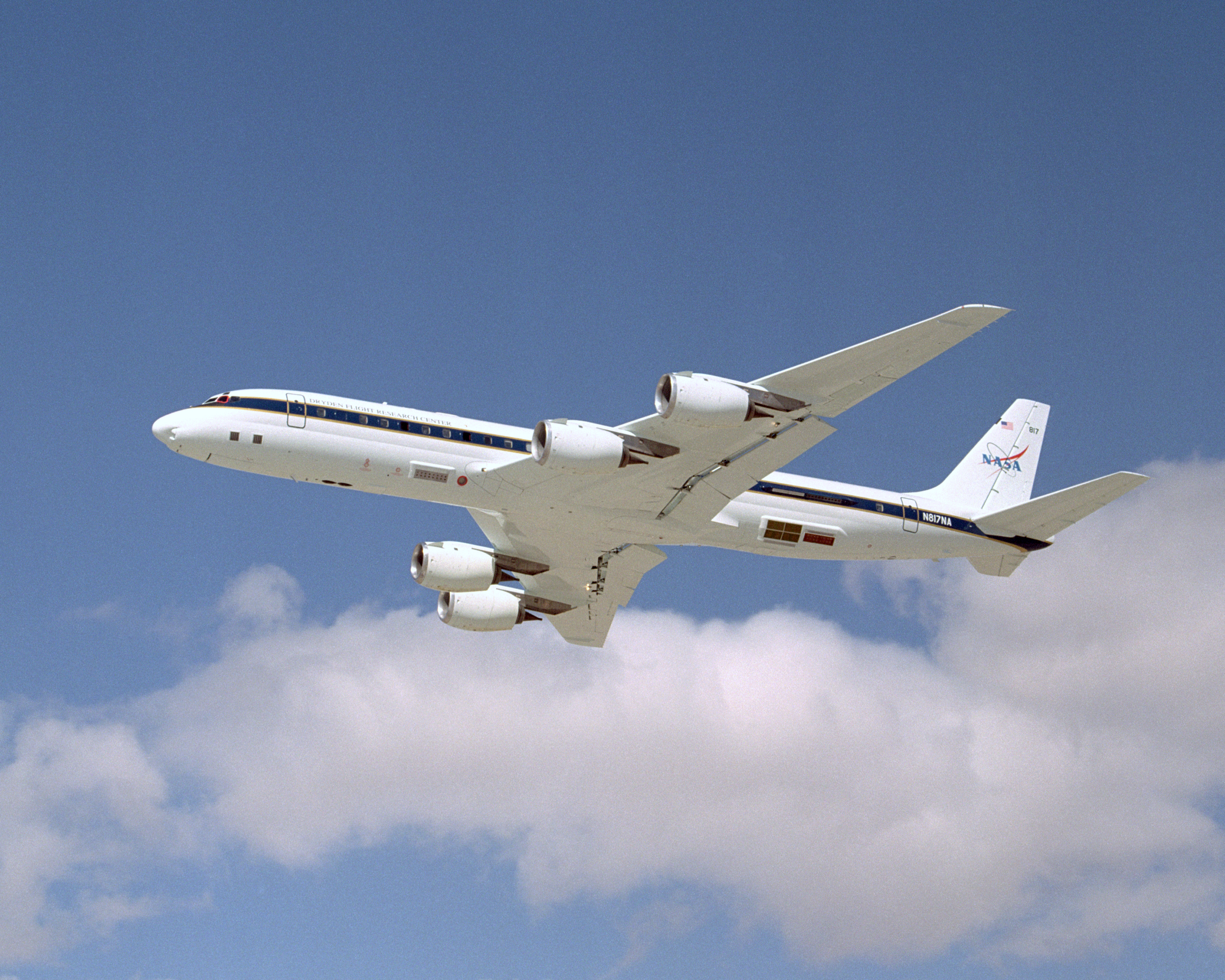
Un avión DC-8 en 2004. Hubbard describió la nave espacial de Xenu como similar a estos aviones.

Xenu, también llamado Xemu, fue, según el fundador de la Iglesia de la cienciología, L. Ron Hubbard, el dictador de la «Confederación Galáctica» que trajo miles de millones de seres de su pueblo a la Tierra —entonces conocida como «Teegeeack»— en una nave espacial similar a un avión DC-8 hace 75 millones de años, los apiló alrededor de volcanes y los aniquiló con bombas de hidrógeno. Las escrituras oficiales de la cienciología mantienen que los thetanes (espíritus inmortales) de estos extraterrestres se adhieren a los humanos, causando daño espiritual.
Estos eventos son conocidos en la cienciología como el «Incidente II», y los recuerdos traumáticos asociados con él como el «Muro de Fuego» o el «implante R6». La narrativa de Xenu es parte de las enseñanzas cienciólogas sobre civilizaciones extraterrestres e intervenciones alienígenas en eventos terrestres, descritos colectivamente como la «opera espacial» por Hubbard. Hubbard detalló la historia en el nivel III del thetán operativo (OT, por sus siglas en inglés) en 1967, advirtiendo que el «implante R6» (trauma pasado) estaba diseñado para matar (por neumonía, etc.) a cualquiera que intentase solventarlo.
En 1988, el coste de aprender estos secretos de la Iglesia de la cienciología era de 6,500 dólares. A esto habría que añadir el coste de los cursos anteriores que son necesarios para alcanzar el nivel de OT III, que a menudo supera los 100,000 dólares. La creencia en Xenu y en los tethanes corporales es un requisito para el progreso de los cienciólogos a través de lo que cienciología llama el Puente a la Libertad Total. Se espera que aquellos que no experimentan los beneficios del curso del OT III lo hagan de nuevo y vuelvan a pagar por él.
A partir de 1968, las ediciones del libro Dianética: la ciencia moderna de la salud mental tienen en la cubierta un volcán en erupción, lo que es una referencia al nivel de OT III.

## Resumen
Entre finales de 1967 y comienzos de 1968 Hubbard escribió la historia que se ofrece a los que alcanzan el nivel OT III. Por esta época se encontraba en las Islas Canarias, un archipiélago español de origen volcánico que ya había sido visitado por él en un par de ocasiones.
Hana Eltringham Whitfield se unió a la Organización del Mar en la década de 1960, cuando Hubbard se encontraba en Las Palmas de Gran Canaria. Hana llegó a capitán de uno de los primeros barcos. Cuando llegó al nivel OT III, en el barco, declaró que recibió una carta de Hubbard escrita a mano que hablaba de Xenu, un extraterrestre que hace mucho tiempo gobernó muchos planetas y fue quien trajo a los habitantes del planeta Tierra, entonces llamado planeta Prisión, y los puso en los volcanes, activó esos volcanes y mató a mucha gente y recolectó esos espíritus. Las personas estaríamos atrapadas por esos espíritus en la actualidad y la vida actual sería una manifestación de esos espíritus.
La historia es descrita de forma más detallada en una conferencia del 3 de octubre de 1968 y en «Revuelta en las Estrellas», un guion escrito por L. Ron Hubbard en 1977.
Hubbard escribió que Xenu fue el dictador de una Confederación Galáctica hace 75 millones de años, que constaba de 26 estrellas y 76 planetas, incluyendo la Tierra, que entonces era conocida como "Teegeeack". Los planetas estaban superpoblados, conteniendo un promedio de población de 178 miles de millones. La Confederación Galáctica era comparable a la nuestra, con alienígenas con ropas similares a las nuestras y usando coches, trenes y barcos similares a los que había en las décadas de 1950 y 1960 en la Tierra.
Xenu estaba a punto de ser destituido del poder, por lo que ideó un plan para eliminar el exceso de población de sus dominios. Con la ayuda de psiquiatras, reunió a miles de millones de sus ciudadanos con la pretensión de inspeccionar su impuesto sobre la renta, entonces los paralizó y los congeló en una mezcla de alcohol y glicol para capturar sus almas. La población secuestrada fue cargada en una nave espacial para su transporte al sitio de exterminio, el planeta Teegeeack (la Tierra). La apariencia de esta nave espacial era similar a la del avión Douglas DC-8 pero sin sus motores. Cuando llegaron a Teegeeack, los ciudadanos paralizados fueron descargados y situados alrededor de las bases de los volcanes por el planeta. Se bajaron bombas de hidrógeno en los volcanes y estas fueron detonadas simultáneamente, matando a todos los alienígenas excepto a unos pocos. Hubbard describe la escena en su guion, «Revuelta en las Estrellas»:

Simultáneamente, las cargas plantadas estallaron. Explosiones atómicas se dispararon desde los cráteres de Loa, Vesubio, Shasta, Washington, Fujiyama, Etna y muchos, muchos otros. Arqueándose más y más alto, hacia arriba y hacia afuera, nubes altísimas se multiplicaron, disparadas con destellos de llamas, desechos y fisión. Grandes vientos corrieron tumultuosamente sobre la faz de la Tierra, difundiéndose relatos de destrucción.

Las almas de las víctimas ahora incorpóreas, que Hubbard llamó thetanes, fueron lanzadas al aire por la explosión. Fueron capturados por las fuerzas de Xenu usando una "cinta electrónica" ("que también era un tipo de onda estacionaria") y absorbidos por "zonas de vacío" en todo el mundo. Los cientos de miles de millones de thetanes capturados fueron llevados a un tipo de cine, donde fueron obligados a mirar una "super colosal" película en 3 dimensiones durante seis días. Esto les implantó lo que Hubbard denominó "varios datos engañosos" (colectivamente denominados "Implante R6") en la memoria de los infelices thetanes "que tienen que ver con Dios, el diablo, la ópera espacial, etcétera". Esto incluyó todas las religiones del mundo; Hubbard atribuía la Iglesia católica y la imagen de la crucifixión a la influencia de Xenu. Las dos "estaciones de implantes" citadas por Hubbard estaban en Hawái y la provincia de Las Palmas de las Islas Canarias. Estas dos regiones del mundo tendrían una gran importancia en la configuración de las creencias cienciólogas, pues se cree que entre los volcanes explosionados con bombas de hidrógeno, se encuentran varios de Hawaii y el Teide de la isla de Tenerife (Islas Canarias).
Además de implantar nuevas creencias en los thetanes, las imágenes les privaron de su sentido de la identidad personal. Cuando los thetanes dejaron las áreas de proyección, empezaron a agruparse en grupos de unos pocos miles, habiendo perdido la habilidad de diferenciarse los unos de los otros. Cada grupo de thetanes se reunió en cada uno de los pocos cuerpos restantes que sobrevivieron a la explosión. Estos pasaron a ser conocidos como thetanes corporales que se dice que todavía se aferran y afectan negativamente a todos, excepto a los cienciólogos que han realizado los pasos necesarios para eliminarlos.
Una facción gubernamental conocida como los Oficiales Leales finalmente derrocó a Xenu y a sus renegados, y le encerraron en "una trampa electrónica en una montaña" de la que no ha escapado. Aunque a veces se dice que la ubicación de Xenu es los Pirineos en la Tierra, esta es en realidad la ubicación que Hubbard dio en otro lugar para una antigua "estación de informes marcianos". Teegeeack fue posteriormente abandonado por la Confederación Galáctica y sigue siendo un "planeta prisión" paria hasta nuestros días, aunque ha sufrido repetidamente incursiones de "fuerzas invasoras" extraterrestres desde ese momento.

## Doctrina de la cienciología
En la cienciología, la historia de Xenu es referida como el "Muro de Fuego" o el "Incidente II". Hubbard le atribuyó una importancia tremenda, diciendo que estos hechos eran "los secretos de un desastre del cual resultó la decadencia de la vida tal y como la conocemos en este sector de la galaxia".
El documento del OT III describe que Hubbard entró en el Muro de Fuego pero emergió vivo ("probablemente el único en hacerlo en 750 000 000 años"). Primero anunció públicamente su "avance" en «Ron's Journal 67» («RJ67»), una conferencia grabada el 20 de septiembre de 1967, para ser enviada a todos los cienciólogos. Según Hubbard, su investigación se logró a costa de una fractura en la espalda, la rodilla y el brazo. El OT III contiene una advertencia de que el implante R6 está "calculado para matar (por neumonía, etc.) a cualquiera que intente resolverlo".  Hubbard alegó que su "desarrollo tecnológico"—como sus materiales de OT—habían neutralizado esta amenaza, creando un camino seguro a la redención.
La Iglesia de la cienciología prohibió a los individuos leer la cosmogonía de Xenu del OT III sin haber tomado los requeridos cursos previos. Los cienciólogos advierten que leer la historia de Xenu sin la autorización adecuada podría causar neumonía.
Hubbard utiliza la existencia de thetanes corporales para explicar muchas de las dolencias físicas y mentales de la humanidad que, dice, evitan que las personas alcancen sus niveles espirituales más altos.

## Xenu en la cultura popular

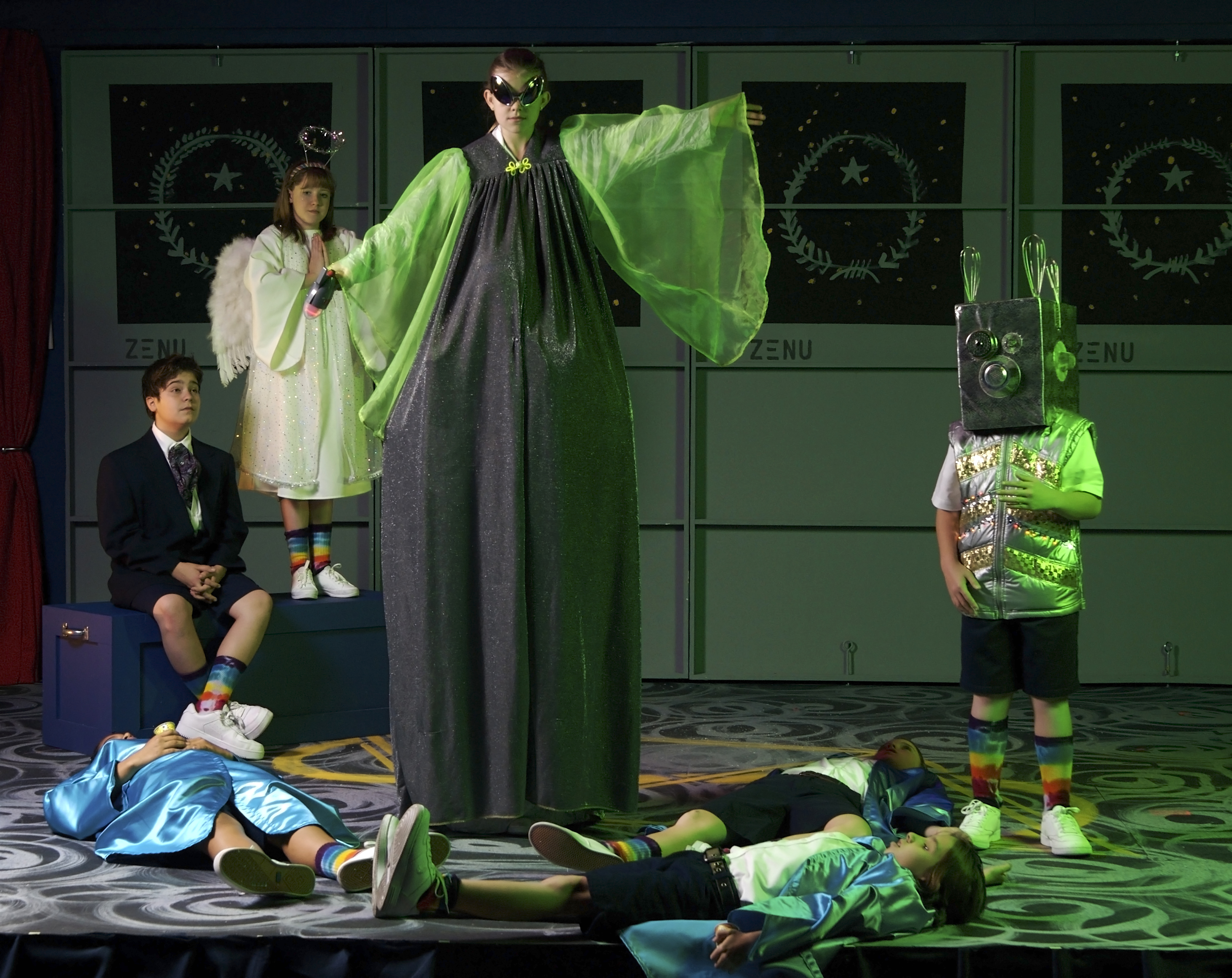
Escena de «Un espectáculo infantil "muy feliz" no autorizado de la cienciología». Una parodia en musical de la cienciología. En el centro una representación de Xenu.

Versiones de la historia de Xenu han aparecido tanto en televisión como en producciones teatrales. El musical satírico Off-Broadway «Un espectáculo infantil muy feliz no autorizado de la cienciología» («A Very Merry Unauthorized Children's Scientology Pageant»), representado por primera vez en 2003 y ganador de un Premio Obie en 2004, muestra a niños con disfraces de alienígenas contando la historia de Xenu.

### South Park
La historia de Xenu fue también satirizada en un episodio de noviembre de 2005 de la serie South Park, de Comedy Central, titulado «Atrapado en el armario». En el episodio aparecen Tom Cruise y otros actores pertenecientes a la cienciología. El episodio fue nominado a un Premio Emmy. Muestra la historia de Xenu con el letrero "Esto es lo que los cienciólogos creen realmente".
El episodio pasó a ser objeto de controversia cuando el músico Isaac Hayes, la voz del personaje "Chef" y cienciólogo, se marchó de la serie en marzo de 2006, justo antes de que el episodio fuese a ser emitido de nuevo porque la serie ridiculizaba la religión. El cocreador de South Park, Matt Stone, dijo que en 10 años nunca había tenido problemas cuando hacían bromas con el resto de religiones y que su partida se debía a que era cienciólogo. Comedy Central canceló la repetición del episodio y emitió en su lugar dos episodios en los que había participado Hayes, como si se tratase de un tributo a "Chef". Finalmente, volvieron a emitir el episodio el 19 de julio de 2006. Los creadores Matt Stone y Trey Parker sintieron que la empresa dueña de Comedy Central, Viacom, canceló aquella vez la emisión del episodio por el próximo lanzamiento de la película «Misión Imposible III», con Tom Cruise, de la Paramount, otra compañía de Viacom.
Más tarde, los creadores de la serie dieron un comunicado diciendo que ganaron la batalla pero que la pelea de millones de años apenas empezó y terminaron diciendo "Viva Xenu".